# Aeronautes montivagus
Aeronautes montivagus là một loài chim trong họ Apodidae.